# Абдулмеджидов, Максим Мугудинович
Максим Мугудинович Абдулмеджидов (7 августа 1960; Магарамкент, Магарамкентский район, Дагестанская АССР, РСФСР, СССР) — советский тяжелоатлет, советский и российский тренер по тяжёлой атлетике, Заслуженный тренер России, судья, кандидат педагогических наук.

## Карьера
Родился в селе Магарамкент, где в 7 классе начал заниматься тяжёлой атлетикой под руководством основоположника магарамкентской тяжёлой атлетики Фридона Муталимова. В 1978 году на выпускном экзамене выполнил норматив мастера спорта СССР. В 1979 году в Казани выиграл молодёжное первенство СССР. Окончив институт, я поступил в Высшую школу тренеров. С 1990 года возглавляет Федерацию тяжёлой атлетики города Москвы. Также является вице-президентом Федерации тяжёлой атлетики России. 7 февраля 2023 года в белом зале мэрии Москвы Сергей Собянин вручил Абдулмеджидову награду, он стал лауреатам премии города Москвы 2022 года в области физической культуры и спорта.

## Спортивные достижения
- Чемпионат СССР по тяжёлой атлетике 1983 —

## Известные воспитанники
- Козлова, Александра Вячеславовна — двукратный призёр чемпионатов Европы;
- Муратов, Геннадий Викторович — призёр чемпионата Европы;
- Ершова, Светлана Вадимовна — призёр чемпионатов Европы;
- Вострикова, Мария Николаевна — чемпионка России;
- Суханов, Павел Валерьевич — чемпион России.

## Личная жизнь
В 1978 году поехал в Москву учиться. По приезде в Москву Абдулмеджидов хотел поступить в Железнодорожный институт, однако, не прошёл по конкурсу. При этом институте имелся зал штанги, где во время тренировки его заметил тренер школы «Локомотив» Михаил Акопян и помог ему с поступлением в это учебное заведение. Через год поступил в Физкультурный институт. В 1980 году окончил Государственный Центральный ордена Ленина институт физической культуры по специальности: физическая культура и спорт, в 1988 году окончил тот же «ГЦОЛИФК» по специальности: тренер. В 2012 году стал кандидатом педагогических наук.